# إيبولوف
إيبولوف (بالفرنسية: Eybouleuf)‏ هي بلدية في مقاطعة فيين العليا في منطقة أقطانية الجديدة غرب فرنسا.
يُعرف السكان باسم ساكاس.